# 三潴信吾
三瀦 信吾（みつま しんご、1916年9月26日 - 2003年1月6日）は、日本の法学者。高崎経済大学名誉教授。専門は、法哲学・明治憲法史・防衛法史・皇室典範を研究。東京都港区出身。
父は法学者で東京帝国大学法学部教授を務めた三潴信三。弟は経済学者で筑波大学名誉教授の三潴信邦。姉の夫は法学者で東京大学名誉教授の山田晟。妻の兄は思想史学者で学習院大学名誉教授の筧泰彦。妻の父は法学者の筧克彦。

## 人物
1941年、東京帝国大学法学部を卒業した。財団法人皇学会研究員。1942年、臨時召集された。1945年、復員した。善隣協会専門学校 (旧制)兼任講師。1949年、東京大学大学院（旧制）修了。明治大学法学部助教授。1957年、高崎経済大学経済学部教授。1959年、同学生部長。1965年、同学長事務取扱。1966年、同教務部長。1968年、同学長就任。1969年、同学長退任。1972年、同図書館長。1973年、財団法人モラロジー研究所顧問。1977年、高崎経済大学教務部長再任。神社本庁講師。1980年、学校法人廣池学園理事。1982年高崎経済大学停年退官。同名誉教授。麗澤大学外国語学部教授。1987年、同定年退職。神道政治連盟講師。日本文化大学法学部客員教授。1990年、同退職。1995年、維新政党・新風講師。2003年1月6日、肺炎のため死去した。
この他に皇學館短期大学国文科兼任講師（1969年 - 1976年）、防衛大学校人文・社会科学専攻課程兼任講師（1974年 - 1977年）も務めた。

## エピソード
学部・大学院時代に法学者・神道思想家の筧克彦に指導を受ける。徴兵経験もあり、その後、恩師の影響を受け改憲論者にして、日本を代表する右翼系法学者の1人となる。

## 主著
- 『憲法改正の主張』共著　報國新聞社　1957
- 『祖国復興』洋販出版　1970
- 『統帥権について』国民新聞社　1973初版/1984改訂版
- 『日本憲法要論』洋販出版　1986
- 『み国始め物語』髙木出版　1992初版/2004改訂版